# インフィニティ・エッセンス
エッセンス（ESSENCE ）は、日産自動車が展開している高級車ブランドインフィニティで2009年に発表されたコンセプトカーである。

## 概要
2009年3月3日、スイス連邦のジュネーヴで開催されたサロン・アンテルナショナル・ド・ロトにて世界初公開された。
エッセンスは、インフニィティの開業20周年を記念して企画された高級スポーツクーペのコンセプトカーで、同ブランドの精神や今後の方向性を提示するアイコンとしての役割を果たしている。

## メカニズム
|          | 型式    | 種類                                   | 排気量 | 内径×行程 (mm) | 最高出力        | 最大トルク           | システム最高出力 |
| -------- | ------- | -------------------------------------- | ------ | -------------- | --------------- | -------------------- | ---------------- |
| エンジン | VQ37VHR | V型6気筒 DOHC ツインターボチャージャー | 3.696L | 95.5×86.0      | 324kW （440PS） | -                    | 441kW（600PS）   |
| モーター | 3D      | 交流同期電動機                         | -      | -              | 118kW （160PS） | 500N·m （51.0kgf·m） | 441kW（600PS）   |

既存のVQ37VHRにツインターボを採用したガソリンエンジンと新開発の3Dモーターとを組み合わせた、インフィニティ初のパラレル・ハイブリッドシステムを搭載する。新開発の3Dモーターは、電磁コイルと永久磁石の配置を最適化したことで既存のモーター比の約2倍の高出力トルクを発生し、エンジンとトランスミッションの中間部に配置される。モーター用の二次電池には、リチウムイオンバッテリーが採用され、低速域や低負荷域でのモーター単独走行を実現したことでゼロ・エミッションを達成している。

## デザイン

### エクステリア

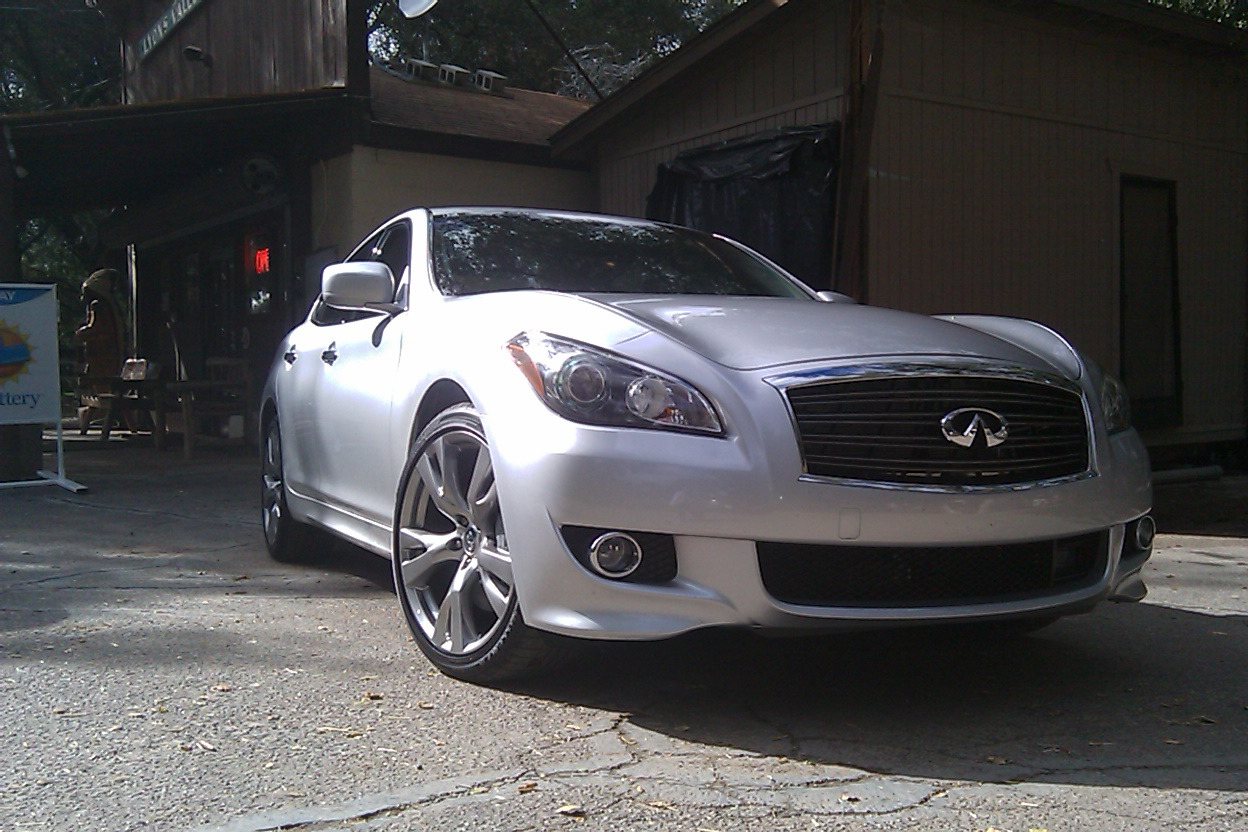
INFINITI M56

インフィニティのデザイン理念である『ダイナミック・艶やか』をテーマに、中村史郎常務執行役員チーフクリエイティブオフィサー指揮のもとチーフデザイナーである青木護がデザインした。
『ロングノーズ・ショートデッキ』に徹底した古典的なFRプロポーションをもとに、波の力強さをイメージしたボディサイドの抑揚あるキャラクターラインや22インチの大径タイヤを囲む張り出したフェンダーのデザインは、FR車らしい美しさや安定感を表現している。また、低いグリルとボディサイドのラインは、ヒョウやチーターが走り出す直前に低く構える姿勢をイメージしてデザインしている。
その他、同ブランドの特徴でもある水面に映った眼鏡橋から想像力を得た『ダブルアーチ』のグリルや簪から想像力を得たサイドのエアインテーク、伊達政宗の兜にデフォルメされた三日月から想像力を得たCピラーの曲線をデザインに取り入れたことで、欧米のプレミアムブランドにはない『日本らしさ』も表現している。なお、エッセンスに取り入れられた新しいデザイン要素の一部は、2009年8月14日にアメリカ合衆国のカリフォルニア州で開催された第59回ペブルビーチ・コンクール・デレガンスにて世界初公開された4代目Mにも取り入れられている。

### インテリア
運転席側はブラック、助手席側はアーシーレッドを基調にしたセンターコンソールでセパレートしたことで、スポーツカーらしいタイトな空間を演出している。また、パドルシフトを備えたフラットボトムのステアリングホイールやクロノグラフ調のメーターパネル、漆器を連想させる手塗りのウッドパネルを採用したことで、高性能スポーツカーでありながらも端正で洗練された空間も演出している。
トランクには、フランス共和国のルイ・ヴィトンとコラボレーションした大小3つの専用ブリーフケースが格納され、トランクを開閉する際に2つのブリーフケースが載った大型トランクがフロアごと前後にスライドする機構を採用している。

## 年表
2009年2月17日
ティーザー写真を公開。
2009年3月3日-3月15日
スイス連邦で開催のサロン・アンテルナショナル・ド・ロトに出展。世界初公開。
2009年4月21日-4月23日
イタリア共和国で開催のコンコルソ・デレガンツァ・ヴィラ・デステに出展。
2009年7月3日-7月5日
グレートブリテン及び北アイルランド連合王国で開催のグッドウッド・フェスティバル・オブ・スピード 2009に出展。世界初出走。
2009年8月12日-8月16日
アメリカ合衆国で開催のペブルビーチ・コンクール・デレガンスに出展。
2009年10月29日-
アメリカ合衆国のマイクロソフトとタイアップ。Microsoft Windows 7のデスクトップテーマギャラリー内にて、画像の無料ダウンロードサービスを開始。
2010年4月23日-5月2日
中華人民共和国で開催の北京国際モーターショーに出展。
2010年7月22日-7月25日
日本国で開催の東京コンクール・デレガンスに出展。日本初公開。
2010年8月25日-8月29日
ロシア連邦で開催のモスクワ国際モーターショー2010に出展。